# Вымпел-Коммуникации
ПАО «Вы́мпел-Коммуника́ции» (сокращённо «ВымпелКом») — российская телекоммуникационная компания, основанная в 1992 году, с 2009 года входящая в международную группу «Veon Ltd.», обслуживающую более 240 млн абонентов (на июль 2018 года). Предоставляет услуги сотовой (GSM, 2G, UMTS (3G) и LTE) и фиксированной связи, проводного (ШПД) и беспроводного (Wi-Fi) высокоскоростного доступа в Интернет, IP-телевидения физическим и юридическим лицам под торговой маркой «Билайн».
Штаб-квартира ПАО «Вымпел-Коммуникации» — в Москве.
Компания осуществляет деятельность в 83 субъектах Российской Федерации
В 2008 году аналитиками «J’son & Partners» компания «ВымпелКом» была признана мировым лидером по числу роуминговых партнёров и по числу роуминговых стран.
В декабре 2012 года ОАО «Вымпел-Коммуникации» приобрёл 0,1 % к уже имеющимся 49,9 % акций торговой компании «Евросеть», став, таким образом, владельцем 50 % предприятия. Вторую половину активов «Евросети» получила компания «МегаФон». В 2017 году «МегаФон» и «ВымпелКом» приняли решение о прекращении совместной деятельности в рамках бизнеса «Евросети» На основе договорённости, достигнутой между сторонами, «МегаФон» приобретёт у «ВымпелКома» принадлежащую компании долю в размере 50 % акций «Евросети» и доведёт свою долю владения до 100 %.
28 февраля 2018 Veon Ltd. и Мегафон завершили сделку по разделению бизнеса «Евросеть».

## История
ОАО «Вымпел-Коммуникации» основано в 1992 году российскими предпринимателями Дмитрием Зиминым, Константином Кузовым и американским бизнесменом Оги К. Фабелой II (Augie K. Fabela II). В 1993 году компания получила лицензию AMPS на Москву и 22 сентября 1993 года запустила в эксплуатацию сеть под брендом Би-лайн. Летом 1995 года, обогнав оператора «Московская сотовая связь», «ВымпелКом» становится лидером московского сотового рынка (других почти не было, кроме Санкт-Петербурга) и крупнейшей компанией сотовой связи в России (10 000 абонентов).
Занимая около 60 % рынка (МСС — 31 %, МТС — 9 %) в Москве, 15 ноября 1996 года «ВымпелКом» стал первой компанией из Российской Федерации, включённой в листинг Нью-Йоркской фондовой биржи. Компания была зарегистрирована под международным названием «VimpelCom» (в 2010 году перерегистрирована как «VimpelCom Ltd.») и символом «VIP». К концу 1996 года в сети D-AMPS было 50 тысяч абонентов. В течение нескольких лет компании отказывали в получении лицензии GSM. К 2000 году «ВымпелКом» уступил лидерство «МТС». До апреля 2010 года был вторым оператором сотовой связи в России по числу абонентов. В течение 2010 года «ВымпелКом» уступил 2-ю позицию по числу абонентов и по выручке от мобильного бизнеса «МегаФону».
В 2011 году «ВымпелКом» приобретает компанию Wind Telecom и становится глобальным международным игроком с 6-й в мире по размеру абонентской базой.
В 2013 году «ВымпелКом» выходит на NASDAQ, акции котируются под символом VIP.
В 2015 году организационно-правовая форма меняется с ОАО на ПАО.
В 2017 году холдинг Vimpelcom Ltd переименован в VEON Ltd, депозитарные расписки компании начинают торговаться на NASDAQ уже под новым тиккером. ПАО «ВымпелКом» и Huawei подписывают соглашения по совместному изучению и тестированию технологий, лежащих в основе сетей 5G.

### Российская Федерация

#### Начало деятельности. Запуск AMPS
История компании началась в 1991 году с организации группы технических экспертов под руководством Дмитрия Зимина внутри РТИ имени А. Л. Минца. Партнёром на первом этапе создания сети сотовой связи выступил американский бизнесмен Оги Фабела, владелец семейной фирмы «Plexsys».
В июне 1992 года на здании МИД в Москве устанавливаются коммутатор и базовая станция, и начинает работу первая в России экспериментальная сеть стандарта AMPS ёмкостью 200 абонентов. 12 июля 1992 года в сети совершается первый звонок.
16 июля 1992 года на первом собрании акционеров АО «ВымпелКом» на должность генерального конструктора утверждается основатель компании Дмитрий Зимин.
АО «ВымпелКом» официально зарегистрировано 15 сентября 1992 года.
11 января 1993 года «ВымпелКом» получил лицензию на создание и эксплуатацию сотовой сети стандарта AMPS в Москве. К осени 1993 года количество базовых станций в сети увеличилось до пяти, а количество абонентов — до 400 человек.

#### Создание бренда «БиЛайн»
Летом 1993 года было принято решение о создании торговой марки «БиЛайн». Название бренда, которое обыгрывает англоязычное выражение bee-line (кратчайший путь), было изначально предложено Оги Фабелой. 6 августа 1993 года на улицах Москвы появилась первая реклама с использованием этой торговой марки. В логотипах компании для лучшей узнаваемости и запоминаемости неизменно присутствовал образ пчелы, впоследствии, заменённый на более колоритный и характерный жёлто-чёрный образ осы.
В октябре 1993 года на приёме в помещении Торгово-промышленной палаты сеть «БиЛайн» была официально анонсирована. В этот же период АФК «Система» приобретает контрольный пакет акций «ВымпелКома». Председателем Совета директоров становится Георгий Васильев.
1—2 июня 1994 года состоялось подписание акта приёмки системы в эксплуатацию новой сети на 10 000 абонентов. Официальное начало коммерческой деятельности под торговой маркой «БиЛайн».
В 2005 году произошёл ребрендинг компании, смена названия торговой марки на «Билайн».
В 2010 году компания приняла обновлённый корпоративный гимн, автором слов которого стал Ораз Абдуразаков.

#### Цифровой стандарт DAMPS
В сентябре 1994 года началось преобразование сети «Би Лайн» в цифровую сеть стандарта DAMPS, которое завершилось к марту 1995 года.
В августе 1995 года впервые на российском рынке вводится круглосуточное справочно-информационное обслуживание абонентов.
Весной 1996 года АФК «Система» выходит из числа акционеров «ВымпелКома». В результате консолидации «ВымпелКома» и КБ «Импульс» крупнейшим акционером «ВымпелКома» становится Дмитрий Зимин, владея контрольным пакетом компании. Георгий Васильев неоднократно утверждал в СМИ, что Владимир Евтушенков (глава АФК «Система») причастен к бандитскому нападению на него и на Дмитрия Зимина с целью принудить продать акции «Вымпелкома».
15 ноября 1996 года — официальное включение «ВымпелКома» в листинг Нью-Йоркской фондовой биржи. «ВымпелКом» стал первой российской компанией, включённой в листинг NYSE после 90-летнего перерыва. Акции «Вымпелкома» в виде Американских депозитарных расписок (ADR) 3-го, самого высшего уровня, были размещены на бирже под тикером VIP.

#### Начало работы с GSM
В июне 1997 года под маркой «Би Лайн» осуществлён запуск первой в России сети GSM-1800. Построение сети в этом стандарте обходилось оператору дороже, чем в более популярном тогда GSM-900, однако он обладал большей ёмкостью. Частоты GSM-900 были на тот момент заняты другим оператором.
В октябре 1998 года началось освоение массового рынка: был произведён выпуск пакета услуг «Би+», рассчитанного на самый широкий круг потребителей. Впервые в Москве предлагалась предоплатная система расчётов с помощью карт оплаты.
1 декабря 1998 года «ВымпелКом» и Telenor подписали соглашение о стратегическом партнёрстве, в рамках которого Telenor приобретает 25 % + 1 акцию от общего числа обыкновенных акций.
5 июля 1999 года впервые в России была запущена в коммерческую эксплуатацию двухдиапазонная сеть GSM-900/1800 после получения соответствующих лицензий.

#### Выход на массовый рынок
18 октября 1999 года — новый этап освоения массового рынка: запуск «коробочки». Впервые в истории сотовой связи в России комплект из телефона стандарта DAMPS и карты оплаты номиналом $10 можно было приобрести за $49.
По итогам 1999 года «ВымпелКом» становится лидером московского сотового рынка, обслуживая 352 тыс. абонентов и имея долю рынка 47 %. В марте 2001 года сеть «Би Лайн» начинает работать под землёй в метро: на Таганском узле московского метрополитена (станциях «Таганская»-кольцевая, «Таганская»-радиальная и «Марксистская»).
В мае 2001 года компания «Альфа-Эко Телеком Лимитед» входит в число акционеров АО «ВымпелКом». Дмитрий Зимин покидает пост генерального директора и становится почётным президентом ОАО «ВымпелКом». На пост генерального директора приходит Джо Лундер. В совет директоров компании вошли представители «Альфы» — сам Михаил Фридман, Глеб Фетисов, Станислав Шексня.
В июне 2001 года «ВымпелКом» первым среди российских компаний запускает в опытно-коммерческую эксплуатацию передачу данных через сотовую сеть — полномасштабную сеть GPRS и первый в России GPRS-роуминг. С этого момента по телефону Би Лайн можно не только звонить, но и выходить в интернет на небольшой скорости. Появляется универсальная система оплаты счетов BeePay. В мае 2002 года — в сети «Би Лайн GSM» впервые в России запускается технология MMS. В 2002 году компания фактически отказалась от дальнейшего развития московской сети в стандарте DAMPS, заморозив новые подключения и сделав ставку на сотрудничество с Корбина Телеком.
В октябре 2003 года гендиректором становится Александр Изосимов, Джо Лундер назначен председателем совета директоров.
В августе 2004 года «Би Лайн GSM» первым из российских сотовых GSM операторов тестирует, а затем и запускает (в декабре) в Вологодской области технологию EDGE.

#### Прекращение эксплуатации DAMPS и CDMA, запуск 3G
В ночь с 16 на 17 ноября 2007 года компания «ВымпелКом» в связи с окончанием действия лицензии прекратила предоставление услуг в стандарте D-AMPS. Все абоненты переведены на стандарт GSM.
1 сентября 2008 года «Билайн» запускает в коммерческую эксплуатацию сети «третьего поколения» (3G) в Санкт-Петербурге, Нижнем Новгороде, Самаре и Челябинске.
2 сентября 2008 года «ВымпелКом» начинает работать на рынке корпоративных пользователей в России под единым брендом «Билайн Бизнес», объединившим все продукты и услуги ранее приобретённых компаний «Голден Телеком» и «Корбина Телеком».
В декабре 2008 года запущены в продажу брендированные 3G-телефоны экономкласса, произведённые по заказу компанией Huawei (продажи стартовали в Дальневосточном регионе).
С 7 декабря 2009 года в Москве (в некоторых районах раньше) с участием абонентов начинается тестирование услуги цифрового мобильного телевидения стандарта DVB-H. Лицензиями и частотами для эфирного телевещания в стандарте DVB-H на территории Москвы обладает ООО «Доминанта» — дочерняя компания «ВымпелКома».
С 1 января 2011 года ОАО «ВымпелКом» прекратил предоставление услуг телефонной связи CDMA-800 в Красноярске в связи с окончанием срока действия разрешения на радиочастоты в данном стандарте.
В апреле 2011 года по итогам конкурсов «ВымпелКом» получил лицензии на оказание услуг сотовой связи стандарта GSM в восьми регионах Дальнего Востока (за выход в которые компания безуспешно боролась свыше пяти лет): Приморский край, Якутия, Магаданская область, территория бывшего Корякского округа и, Чукотский автономный округ (диапазон 1800 МГц), территория бывшего Усть-Ордынского автономного округа (с 1 января 2008 года — часть Иркутской области) и Еврейская автономная область (диапазоны 900 МГц и 1800 МГц) (с мая 2011 года в Российской Федерации оператор не имеет GSM-лицензий лишь в Бурятии и Забайкальском крае). В Бурятии и Забайкальском крае Билайн с конца 2008 года предоставляет услуги сотовой связи стандарта 3G.

#### Запуск 4G/LTE, программа RAN-sharing
В 2010 году впервые демонстрируется технология LTE.
«ВымпелКом» первым запустил программу партнёрств по совместному использованию сетей 4G/LTE, став пионером инфраструктурного и частотного RAN-sharing:
В 2014 году «ВымпелКом» заключил договор с МТС о совместном строительстве и эксплуатации LTE-сетей в 36 регионах России.
В 2016 году была запущена совместная программа RAN-sharing с ПАО «МегаФон», в рамках которой было построено более 1300 базовых станций LTE в 10 регионах России.
В 2018 году «Билайн» увеличивает число базовых станций 4G. Так, в Подмосковье их число было увеличено в 1,5 раза, что позволило увеличить общую ёмкость сети LTE на 50 %. В феврале запускает сеть 4G в Кургане и Шадринске.

#### Технология 5G
В 2018 году ПАО «ВымпелКом» и Huawei подписывают соглашения по совместному изучению и тестированию технологий, лежащих в основе сетей 5G.

#### Конкуренция с «МегаФоном»
Весной 2010 года «ВымпелКом» уступил звание второго оператора сотовой связи России «МегаФону» на фоне снижения последним стоимости оказываемых услуг и активного развёртывания сети монобрендовых салонов. Одновременно «ВымпелКом» приостановил строительство сети связи в России: по итогам 2010 года у «ВымпелКома», прежде занимавшего лидировавшие позиции, насчитывалось 9 тыс. базовых станций 3G, в то время как у «МегаФона» — 20 тысяч. Александр Изосимов прокомментировал эти данные следующим образом: «Если ты не инвестируешь в сеть, не вкладываешь достаточно в розницу и при этом пытаешься поддержать премиальные цены на рынке, рано или поздно эта модель перестаёт работать». В начале 2011 года «ВымпелКом» поручил «Евросети» до конца года открыть не менее 1000 монобрендовых салонов «Билайна».

#### Слияния и поглощения в России
- 30[нет в источнике] июня 2004 года ОАО «Вымпел-Коммуникации» завершило сделку по приобретению около 93,5 % акций ОАО «Даль Телеком Интернэшнл», оказывавшей услуги сотовой связи в Амурской и Камчатской областях, Хабаровском крае (за $73,3 млн)[51]. В конце февраля 2005 года оператор довёл свою долю в «Даль Телеком Интернэшнл» до 99,96 %, приобретя у ОАО «Дальсвязь» 6,45 % акций данной компании за $8 млн[52].
- 13 июля 2005 года за $51,2 млн были приобретены 84,4 % акций первого оператора сотовой связи Сахалинской области ЗАО «Сахалин Телеком Мобайл»[53], владельцами которых были британская компания «Cable & Wireless» (61,44 %), японские корпорации «Itochu» (17,85 %) и «Mitsui» (5,1 %)[54]. Также в рамках данной сделки у «Cable and Wireless plc» были приобретены 60 % доли в ООО «Сахалин Телеком Лимитед»: в сентябре 2005 года «ВымпелКом» перепродал их приблизительно за $5 млн оператору «Голден Телеком» (в дальнейшем поглощённому ОАО «Вымпел-Коммуникации»)[55], предварительно приобретя принадлежавшие данной компании 5,2 % акций ЗАО «Сахалин Телеком Мобайл»[56], увеличив таким образом свою долю до 89,6 % акций.
- 13 августа 2007 года ОАО «Вымпел-Коммуникации» и «Tele2» сообщили о продаже шведским холдингом 100 % акций ЗАО «Корпорация „Северная Корона“» (КСК) — оператором связи, владевшим лицензиями на связь GSM 900/1800 и D-AMPS на территории Иркутской области. Сумма сделки составила 232 млн долларов США, одним из условий сделки стало подписание 10-летнего роумингового соглашения операторов, согласно которому «Би Лайн» становится приоритетным партнёром при роуминге абонентов «Tele2»[57] 12 ноября 2008 года было завершено присоединение ЗАО «Корпорация Северная Корона», в связи с присоединением к ОАО «Вымпел-Коммуникации» иркутский оператор прекратил существование в качестве юридического лица[58].
- 21 декабря 2007 года было официально объявлено о покупке компанией «ВымпелКом» 100 % акций оператора «Golden Telecom» за 4,3 млрд долларов США[59].
- В июле 2010 года за 1,4 млрд руб. было приобретено ЗАО «Форатек коммуникейшн» — оператор связи Свердловской и Тюменской областей, Ханты-Мансийского и Ямало-Ненецкого автономных округов, Пермского края (на момент покупки предоставлял услуги телефонии, доступа в Интернет, передачи данных, аренды каналов связи и имел магистральную сеть протяжённостью 1200 км)[60].
- В ноябре 2010 года за 179 млн рублей было приобретено 100 % акций ОАО «Поларком» — одного из крупнейших альтернативных операторов фиксированной связи Мурманской области, оказывавшего услуги связи для корпоративных клиентов и физических лиц, имевшего собственную волоконно-оптическую сеть протяжённостью около 250 км[61].
- В начале декабря 2010 года завершилось юридическое присоединение ряда российских компаний, ранее приобретённых ОАО «Вымпел-Коммуникации»: ЗАО «СЦС Совинтел» (головная компания группы «Голден Телеком»), ЗАО «Инвестэлектросвязь» («Корбина Телеком»), ЗАО «Коминком-Черноземье» (Воронеж), ЗАО «Брянсктел» (Брянск), ЗАО «Татарстанские интеллектуальные коммуникации» (Казань), ЗАО «Компания ТелеКом-Самара» (Самара), ЗАО «Компания ТелеКом-Кубаньэлектросвязь» (Краснодар), ЗАО «Агентство телекоммуникаций» (Пермь), ЗАО «Сочителеком» (Сочи), ЗАО «Комтел» (Тюмень), ЗАО «Форатек Коммуникейшн» (Екатеринбург)[62].
- 22 декабря 2010 года за 450 млн рублей было приобретено 100 % обыкновенных акций ЗАО «Белгородские цифровые магистрали» (БЦМ) — оператора фиксированной связи Белгородской области (торговые марки «Магистрали телеком» и «БелНет»)[63].
- В январе 2011 года были приобретены 100 % акций двух крупных альтернативных региональных операторов фиксированной связи. За 360 млн рублей (включая около 210 млн рублей кредиторской задолженности) было приобретено ОАО «СеверТрансКом», второй по числу абонентов после «ЦентрТелекома» оператор местной телефонной связи в Ярославле (порядка 7000 клиентов, из них свыше 3000 — корпоративных)[64]. За 1 млрд рублей было приобретено ЗАО «Элтел» (Санкт-Петербург), имевшее один из крупнейших data-центров в Северо-Западном регионе, а также волоконно-оптическую сеть протяжённостью более 1000 км в Санкт-Петербурге и пригородах (свыше 25000 частных абонентов в сегменте ШПД)[65].
- В мае 2011 года за 242 млн рублей было приобретено ООО «Ижсвязьинвест» — крупный альтернативный оператор фиксированной связи Удмуртии, предоставлявший услуги широкополосного доступа в Интернет и телефонии на территории городов Ижевск и Сарапул под торговой маркой «Девятый узел»[66] и владевший транспортной сетью протяжённостью более 300 км[67].
- В начале мая 2011 года ОАО «Вымпел-Коммуникации» заключило соглашение с холдингами «КТ Corporation» и «Summit Telecom Global Management B.V.» о приобретении за 420 млн долларов США 100 % акций крупнейшего оператора связи в Приморье — «Новой телефонной компании» (первый этап сделки — приобретение 90 % акций — был закрыт в июне 2011 года[68]). На момент приобретения «НТК» входил в десятку крупнейших сотовых операторов России, имея около 0,95 млн абонентов[69] и занимая 40 % регионального рынка связи[70].
- 18 и 19 ноября 2014 года Федеральная антимонопольная служба одобрила ходатайства «Вымпелкома» о приобретении 100 % голосующих акций трёх «дочек» поволжского сотового холдинга СМАРТС: ЗАО «Шупашкар-GSM» (Республика Чувашия), ЗАО «Астрахань-GSM»[71] и ЗАО «Ярославль-GSM»[72]. Однако сделки не были совершены.
- 24 декабря 2014 года ОАО «Вымпел-Коммуникации» приобрело 62 % акций калининградского оператора связи ЗАО «ВестБалт Телеком», работающего на рынке телекоммуникационных услуг с 1992 года[73]. В этот же день состоялось зачисление голосующих акций оператора на счёт «Вымпелкома»[74][75].
- 9 июля 2015 года ФАС России одобрила ходатайства «Вымпелкома» о приобретении 100 % акций ЗАО «СМАРТС-Элиста», не оказывающую услуги, но владеющую лицензией на GSM-частоты в диапазоне 1800 МГц[76].
- 27 июля 2015 года ФАС России одобрила ходатайства «Вымпелкома» о приобретении 100 % акций АО «СМАРТС-Саратов»[77].
- В 2016 году «ВымпелКом» купил контрольный пакет (50,2 %) виртуального оператора Sim Sim[78]

## Продажа
2 ноября 2022 года телекоммуникационный холдинг VEON объявил о начале процесса по продаже «Вымпелкома» («Билайна»).
24 ноября холдинг VEON подписал соглашение о продаже «Вымпелкома» менеджменту компании. По условиям продажи VEON получал 130 млрд руб. Сделку планировалось завершить до 1 июня 2023 года. Продажа была инициирована из-за санкций, наложенных на нидерландский холдинг VEON.
9 октября 2023 года VEON сообщил о завершении продажи своего подразделения в РФ ПАО «Вымпелком» российской управленческой команде во главе с генеральным директором Александром Торбаховым. Сделка не предусматривает обратного выкупа. В компании отметили, что стратегия «Вымпелкома» при смене акционеров не поменяется.
После выкупа совет директоров назначил новым президентом компании, отвечающим за отношения с госорганами и работу с персональными данными, Александра Панкова. Он сменил Рашида Исмаилова, покинувшего пост по истечении срока полномочий в этой должности.

## Собственники
5 октября 2009 года объявлено, что Altimo и Telenor подписали соглашение об объединении «Вымпелкома» и «Киевстара» в новую компанию — VimpelCom Ltd. 43,9 % голосующих акций в ней получит «Альфа-Групп», 35,42 % — Telenor, ещё 20,69 % будут торговаться на NYSE. В 2017 году холдинг Vimpelcom Ltd переименован в Veon Ltd., депозитарные расписки компании начинают торговаться на NASDAQ под новым тиккером.
Управляющий холдинг, компания Veon Ltd., основные владельцы которой LetterOne Михаила Фридмана, Германа Хана и Михаила Кузьмичёва (47,9 %), норвежская Telenor (19,7 %) и голландский Stichting Administratiekantoor Mobile Telecommunications Investor (8,3 %).
На июль 2018 года капитализация Veon Ltd. составила 5,35 млрд $.
По данным ЕГРЮЛ (по состоянию на 2018 год), учредителями ПАО «Вымпел-Коммуникации» являются:
- ОАО «Регион»
- АО «Росико»
- ФГУП ВГТРК
- ПАО «Межгосударственная акционерная Корпорация „Вымпел“»
- Радиотехнический институт имени академика А. Л. Минца
- Центр технических систем передачи информации при МИД РФ
- Товарищество с ограниченной ответственностью «Импульс КБ»
- Товарищество с ограниченной ответственностью «Дондо»

В ноябре 2019 года Telenor продала свой пакет из 157 млн акций в холдинге Veon. Сумма сделки составила $362 млн.

## Руководство
- Почётный президент — Дмитрий Зимин[88].

Генеральный директор:
- Сергей Анохин с 2 сентября 2024 года.
- Александр Торбахов с 6 апреля 2020 года[89].
- Василь Лацанич с 10 января 2018 года[90].
- Шелль Мортен Йонсен с 5 сентября 2016 по 9 января 2018[91].
- Михаил Слободин с сентября 2013 года по 5 сентября 2016 года[92].

- Президент (с 2015 года) — Александр Крупнов[93].
- Председатель совета директоров — Шелль Йонсен[94].

## Топ-менеджмент
По информации с официального сайта компании:
- T— первый исполнительный вице-президент;
- Людмила Смирнова — исполнительный вице-президент, главный финансовый директор;
- Виктор Бирюков — исполнительный вице-президент по юридическим вопросам и корпоративным отношениям;

## Деятельность

### Сотовая связь
По состоянию на 2018 год число абонентов сотовой связи «ВымпелКома» составляет — 56,4 млн человек.
В августе 2015 года представитель «Вымпелкома» Анна Айбашева сообщила о запуске компанией услуг голосовой связи в сетях LTE (VoLTE).
В 2016 году первым в России запустил конвергентное предложение («Всё в одном»), объединившее мобильную и фиксированную связь, а также широкополосный доступ в Интернет (услуга Домашний Интернет).
В рамках подготовки к ЧМ 2018 между сотовыми операторами были разделены обязательства по обеспечению связью объектов инфраструктуры. «Билайн» обеспечил связью стадионы в Волгограде, Самаре и Екатеринбурге. Также построил ndoor-систему связи в здании обновлённого аэровокзала «Храброво» в Калининградской области.
В 2020 году компания инвестировала в сети Москвы и Подмосковья 15,5 млрд руб.

### Широкополосный доступ в Интернет
По состоянию на ноябрь 2011 года «ВымпелКом» предоставляет широкополосный доступ в Интернет по технологии FTTB (услуга «Домашний Интернет») в 100 городах России. По состоянию на 2018 год количество клиентов услуги Домашний Интернет достигло 2,3 млн.

### Показатели деятельности
Основные операционные показатели «ВымпелКома» в России (собственные данные):
| Операционные показатели                          | Операционные показатели | Операционные показатели | Операционные показатели | Операционные показатели | Операционные показатели | Операционные показатели |
| Россия, операционные показатели                  | 1 кв. 2017 года         | 2 кв. 2017 года         | 3 кв. 2017 года         | 4 кв. 2017 года         | 1 кв. 2018 года         | 2 кв. 2018 года         |
| ------------------------------------------------ | ----------------------- | ----------------------- | ----------------------- | ----------------------- | ----------------------- | ----------------------- |
| Мобильный сегмент                                |                         |                         |                         |                         |                         |                         |
| Абонентские договоры в мобильном сегменте (тыс.) | 57 000                  | 58 300                  | 58 800                  | 58 200                  | 56 300                  | 56 400                  |
| Пользователи мобильного интернета (тыс)          | 36 400                  | 38 100                  | 39 100                  | 38 400                  | 36 700                  | 36 600                  |
| MOU (мин.)                                       | 324                     | 338                     | 325                     | 323                     | 307                     | 323                     |
| ARPU (руб.)                                      | 302                     | 320                     | 334                     | 324                     | 315                     | 338                     |
| EBITDA(млрд руб)                                 | 24,1                    | 26,9                    | 28,2                    | 25,1                    | 25,1                    | 27,2                    |
| Сегмент фиксированной связи                      |                         |                         |                         |                         |                         |                         |
| Абонентские договоры (тыс.), FTTB                | 2200                    | 2200                    | 2200                    | 2200                    | 2300                    | 2300                    |
| ARPU (руб.), FTTB                                | 403                     | 390                     | 383                     | 376                     | 377                     | 371                     |

По итогам 2 квартала 2018 года выручка «ВымпелКома» на российском рынке составила 72,5 млрд руб.
В 2021 году компания вошла в рейтинг журнала Forbes «200 крупнейших частных компаний России 2021», где заняла 12 место с выручкой 577,1 млрд рублей.

### Кредитные рейтинги
- Рейтинговое агентство НКР в 2024 году присвоило ПАО «ВымпелКом» кредитный рейтинг AA.ru со стабильным прогнозом[110].

- Рейтинговое агентство АКРА в июне 2022 года присвоило ПАО «ВымпелКом» кредитный рейтинг АA-(RU), прогноз «стабильный», в ноябре 2022 года был присвоен статус «Рейтинг на пересмотре — развивающийся». В 2023—2025 годах рейтинг подтверждался на уровне АA-(RU)[111].

## Памятные даты компании
- 6 августа — День торговой марки
- 15 сентября — День компании
- 15 ноября — День выхода на Нью-Йоркскую фондовую биржу

## Бренд и реклама
4 апреля 2005 года был проведён коренной ребрендинг компании. Разработка нового бренда была осуществлена силами британского агентства Wolff Olins, делавшего дизайн для обложек альбомов The Beatles. Считается, что изменение бренда привело к росту доходов «Вымпелкома».

## B2B
В 2017 сотовый оператор представил пакет «Мобильное предприятие» для малого и среднего бизнеса, в который входят услуги связи, облачный сервисы и мессенджинг-платформа.
В конце января 2018 «ВымпелКом» получил лицензию на обработку фискальных данных, что позволило компании осуществлять расчётно-кассовые операции бизнес-клиентов.
В апреле 2018 «Билайн» Бизнес запускает сервис по представлению облачной инфраструктуры — BeeCLOUD: он построен на решении HP и даёт возможность разворачивать виртуальные сервера в режиме онлайн менее чем за 1 минуту.
Летом 2018 запустил B2Blog для малого и среднего бизнеса, в котором рассказывает о секретах менеджмента, технологических хитростях и другом.

## Нарушения антимонопольного законодательства
В марте 2010 года по поручению председателя правительства России В. Путина Федеральная антимонопольная служба возбудила дело в отношении ОАО «МТС», ОАО «ВымпелКом», ОАО «Мегафон» по признакам нарушения закона о защите конкуренции. По мнению ФАС России, оператор установил необоснованно высокие цены на услуги в роуминге, а также не информировал надлежащим образом абонентов об изменении порядка расчётов в роуминге.
В результате рассмотрения дела тарифы на услуги в роуминге были снижены на голосовые услуги, на услуги передачи SMS-сообщений и на услуги мобильного интернета. Федеральная антимонопольная служба, принимая во внимание действия, предпринятые компанией, признала её нарушившей пункт 1 части 1 статьи 10 закона «О защите конкуренции» и выдала предписание об устранении допущенного нарушения путём снижения тарифов и введения смс-информирования абонентов об условиях роуминга.